# Douglassville (Pennsylvanie)
Pour les articles homonymes, voir Douglassville.
Douglassville est une census-designated place située dans le comté de Berks, dans le Commonwealth de Pennsylvanie, aux États-Unis. Sa population, qui s’élevait à 448 habitants lors du recensement de 2010, est estimée à 516 habitants au 1er juillet 2020.

## Galerie photographique

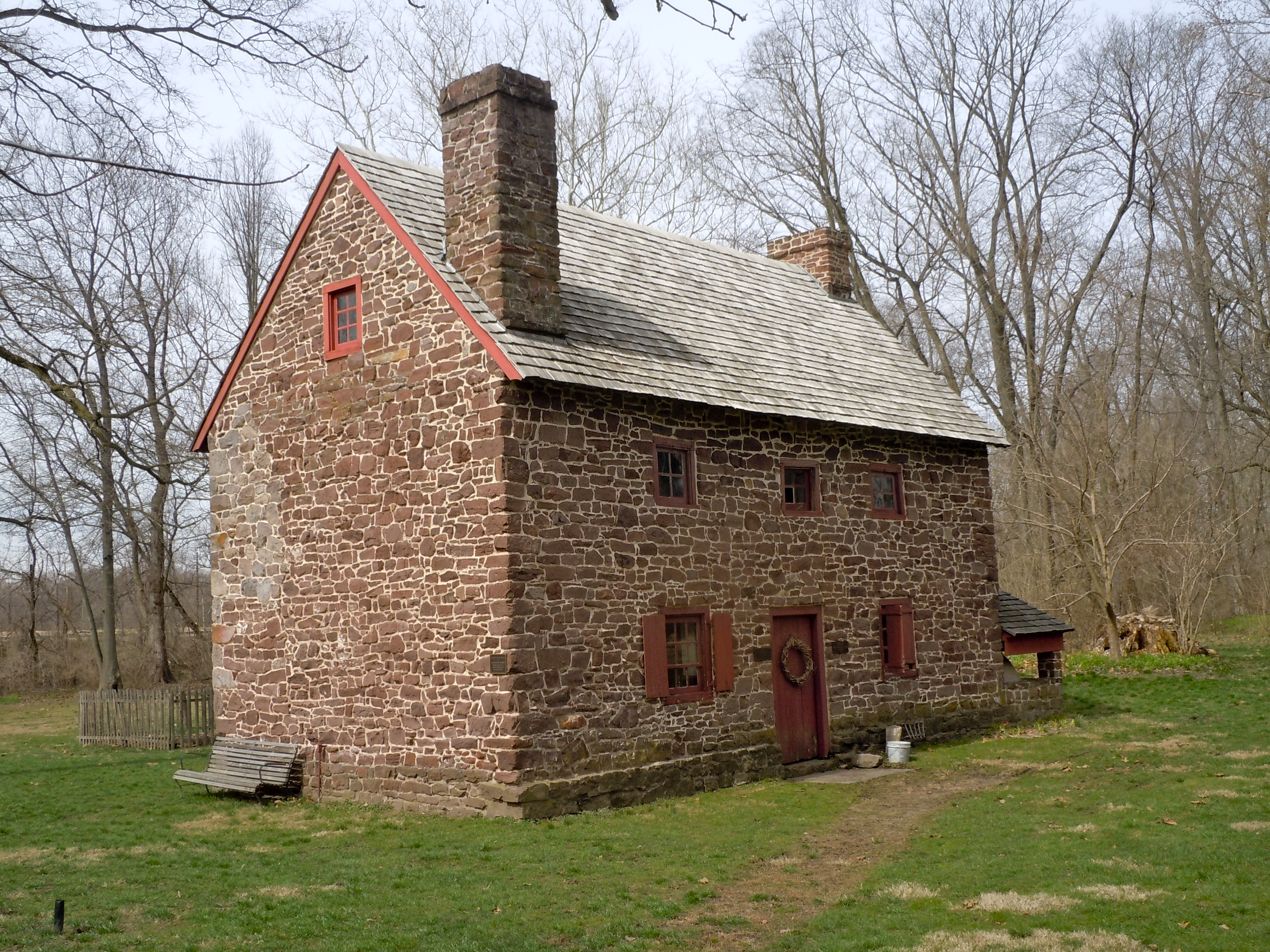
Old Swede's House (1716), classée monument historique
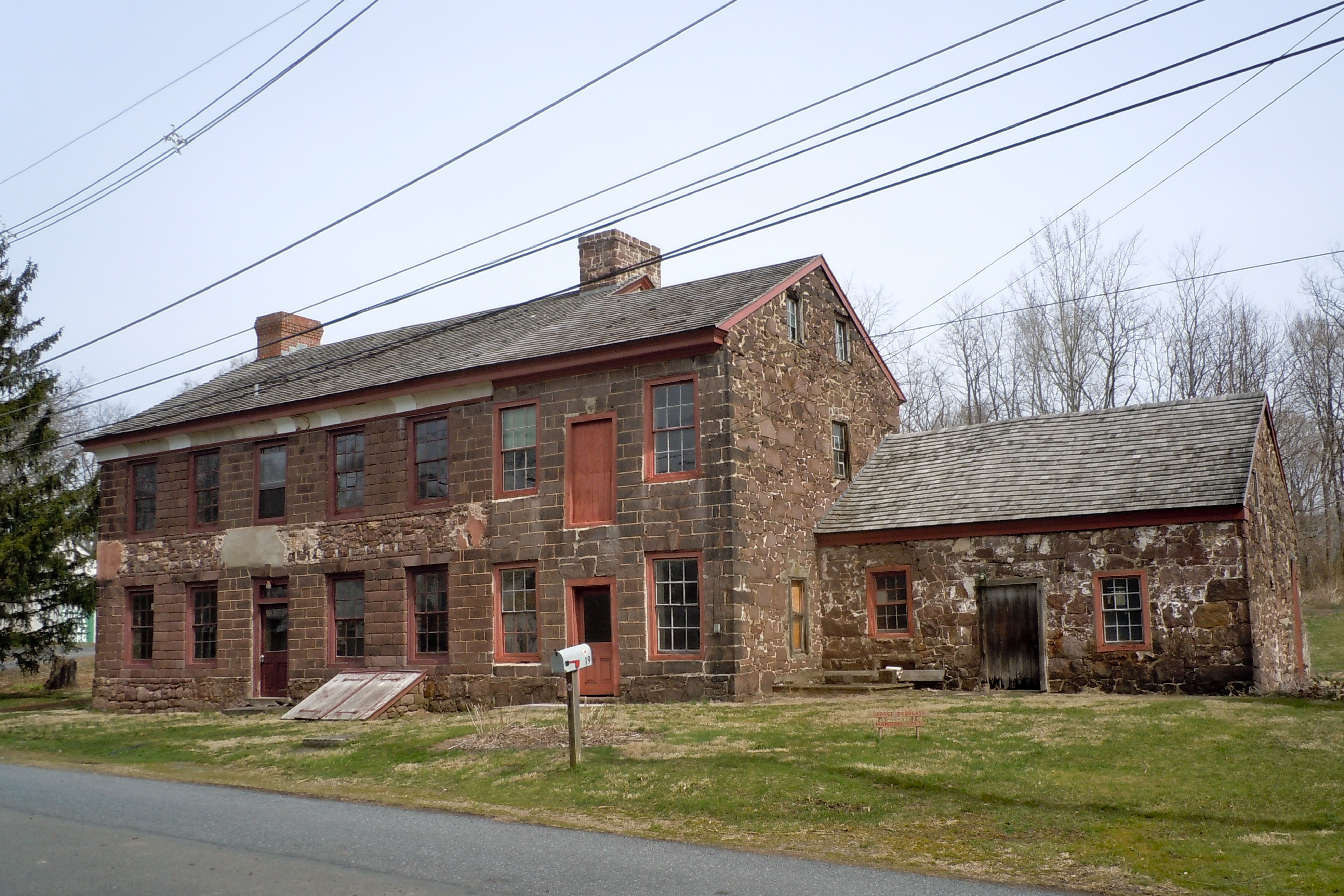
Douglass House